# 中國—萊索托關係
中國—萊索托關係，是指歷史上的中國和萊索托（包括現在中華人民共和國與萊索托王國）之間的雙邊關係。萊索托在1966年獨立後不久與中華民國建交，於1983年改與中華人民共和國建交。1990年萊索托與中華民國復交，1994年萊索托與中華人民共和國恢復外交關係。

## 歷史
萊索托本為英國殖民地，於1966年10月4日脫離英國獨立。
萊索托於獨立後不久與中華民國建交。中華民國政府曾因萊索托旱災，而向萊索托捐助一千公噸玉米，並派出農耕隊協助種植玉米，因產量滿意而被萊索托首相莱布阿·乔纳森透過廣播向中華民國政府致謝。
1983年4月30日，中華人民共和國駐莫桑比克大使王浩與萊索托駐莫桑比克大使大衛·馬科耶在莫桑比克首都馬普托簽署《中华人民共和国和莱索托王国关于建立外交关系的联合公报》，兩國建立外交關係。在兩國建交期間，萊索托國王莫舒舒二世曾在1985年9月訪華，後來成為國王的莱齐耶三世之弟赛伊索亲王亦曾在1988年訪華並在中國大陸進修。
1986年，萊索托發生軍事政變，軍方接掌政權。中華民國政府於是在1989年3月向萊索托軍政府貸款3000萬美元用作興建水壩，並派出時任外交部次長章孝嚴和外交部非洲司副司長杜靈兩度訪問萊索托，以期望萊索托軍政府與中華民國重新建交。其後在一名當地經營餐館的華僑和一名前行政院農業委員會官員的協助之下，中華民國於同年年底與萊索托軍政府達成建交協定，中華人民共和國遂於翌年4月5日與萊索托斷交。
1993年3月，巴苏陀兰大会党贏得大選，成為萊索托執政黨。中華人民共和國政府於是向贏得大選的巴苏陀兰大会党秘密談判，希望萊索托重新與中華人民共和國建交。1993年12月30日，中華人民共和國駐肯尼亞大使陳平初和萊索托駐肯尼亞高級專員米澤在肯尼亞首都內羅畢簽訂《中华人民共和国和莱索托王国关于恢复外交关系的联合公报》，中華人民共和國與萊索托復交。復交後，中華民國政府曾與當時的反對黨萊索托國民黨談判，希望萊索托國民黨在1998年5月大選勝利後與中華民國復交未果。其後，中華民國政府以保護中華民國僑民為由，打算在萊索托建立经贸办事处，但被萊索托政府以「一個中國」原則拒絕。

## 經貿關係

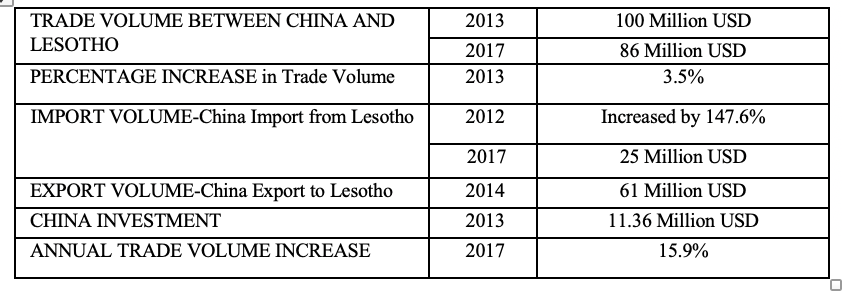
中國-萊索托貿易因素趨勢M. Mahao, Ning Yan 2020 年 7 月 9 日分析

2005年，中國大陸開始對萊索托進口商品實行免關稅待遇。
根據中華人民共和國商務部的數據，2014年1月至8月中國大陸與萊索托總貿易額為6500萬美元，其中中國大陸對萊索托出口額為5500萬美元，萊索托對中國大陸出口額為1000萬美元。中國大陸主要對萊索托出口紡織品和電器，萊索托主要對中國大陸出口馬海毛、珠寶和貴金屬。
2014年1月至8月，中國大陸對萊索托的投資額為1400萬美元。

## 文化關係
1985年，中華人民共和國與萊索托簽訂文化交流协定。2009年，萊索托又與中華人民共和國簽訂《中莱文化合作协定执行计划》，並在2013年續簽。2011年，中華人民共和國曾向萊索托贈送陶藝設備，並派專家前往萊索托協助培訓。
2014年，有113名萊索托公民在中國大陸留學。萊索托亦建立孔子學堂和中莱友谊中学，以加強中華人民共和國和萊索托之間的教育合作及人文交流。

## 援助
1983年起，中華人民共和國政府曾向萊索托援建国家会议中心、议会大厦、布达布蒂工业园、国家图书馆兼档案馆等建築。此外，中華人民共和國政府亦與萊索托政府在農業和沼气技术方面合作。中華人民共和國亦多次透過世界粮食计划署向萊索托提供糧食援助。
中華人民共和國自1997年4月起派出醫療隊到萊索托，截至2014年共派出111人。

## 外部連結
- 中华人民共和国驻莱索托王国大使馆官方网站（简体中文）（西班牙文）
  - 中华人民共和国驻莱索托王国大使馆经济商务处官方网站（简体中文）